# Radíč (zámek)
Radíč je zámek v centru stejnojmenné obce na Sedlčansku v okrese Příbram ve Středočeském kraji. Je chráněn jako kulturní památka..

## Historie
Od roku 1949 zámek sloužil jako depozitář Státního ústavu památkové péče a ochrany přírody, v jehož správě zchátral a přišel o vnitřní vybavení. Po roce 1989 se stal předmětem soudního sporu v rámci restitučního řízení. Od roku 2010 byl zámek postupně zpřístupňován veřejnosti a slouží konání společenských a kulturních akcí. Od roku 2020 se je zámek otevřen v návštěvních hodinách a probíhají na něm pravidelné prohlídky.
K bývalým obyvatelům zámku patří např. kněz, filosof a matematik Bernard Bolzano.

## Stavební podoba
Uvnitř zámku jsou ukryty zbytky původní gotické tvrze, jejíž počátky spadají do roku 1333, kdy zde žil Odolen z Radíče. Rytířská tvrz v období raného baroka částečně vyhořela a byla přestavěna na raně barokní čtyřkřídlý zámek, jež uvnitř skrývá arkádové nádvoří. V období raného baroka bylo celé jižní křídlo zámku vyzdobeno nástropními malbami s mytologickými a starozákonními motivy podle renesančních předloh.
V pozdním baroku bylo přestavěno východní křídlo zámku, jehož celou plochu prvního patra zaujímá slavnostní sál. Autorství architektury východního křídla se přisuzuje významnému staviteli Antoniu Portovi. K zámku přiléhá poplužní dvůr rovněž z období baroka, jehož nejvýznamnější stavbou je dvoupatrová sýpka s průjezdem a dvojicemi stodol po stranách. Přestavbu zámku provedl Karel Leopold Hönig roku 1680.

## Kaple Navštívení Panny Marie

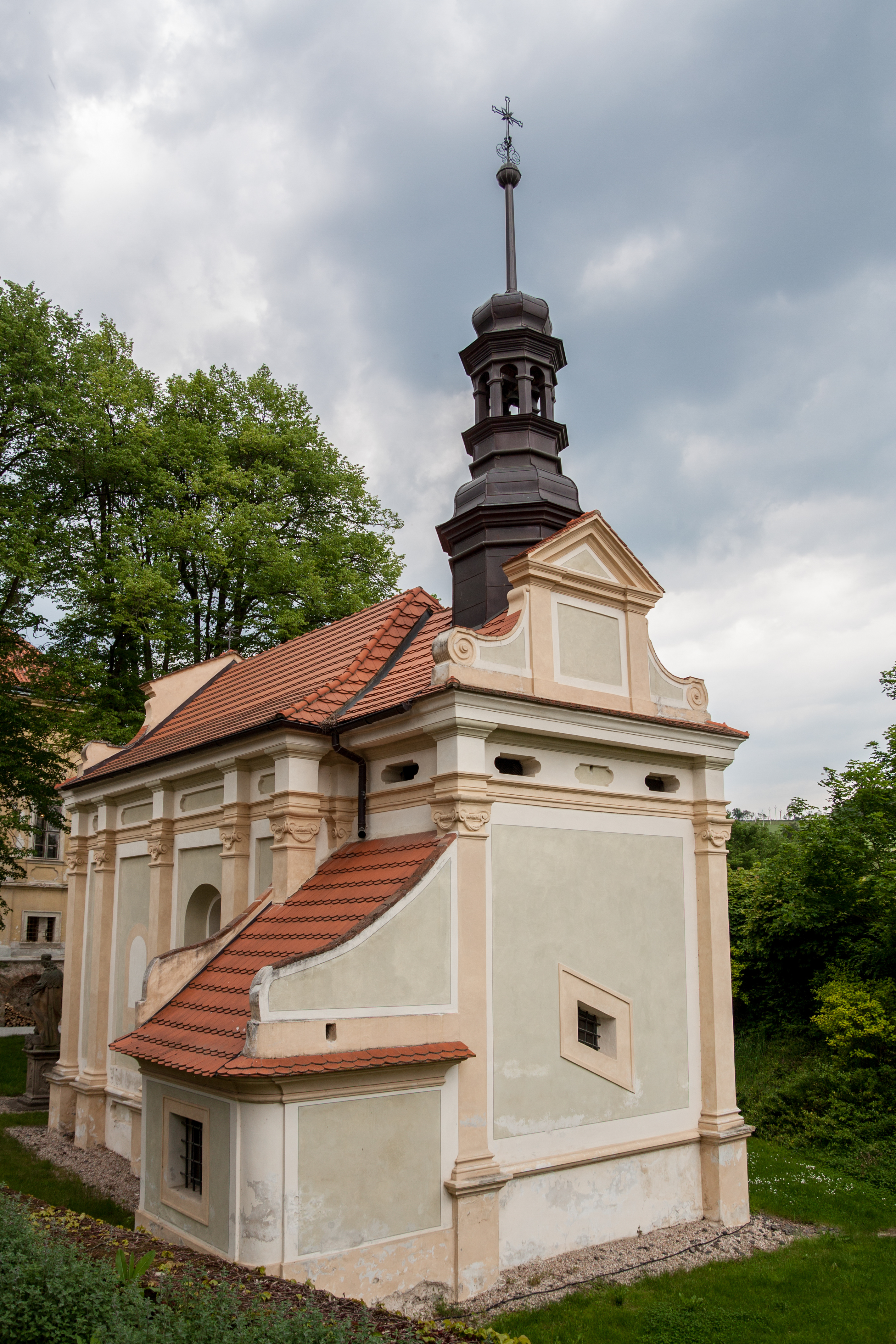
kaple Navštívení Panny Marie

Roku 1680 byla východně před zámkem postavena Loretánská kaple zasvěcená Černé Matce Boží – mariánská tzv. einsiedelnská kaple Navštívení Panny Marie, jejíž kompletní obnova s respektem k původním historickým prvkům byla dokončena v roce 2011. Před kaplí stojí dvě barokní pískovcové sochy světců svatého Víta a svatého Jana Nepomuckého z dílny Jana Brokoffa.

## Galerie

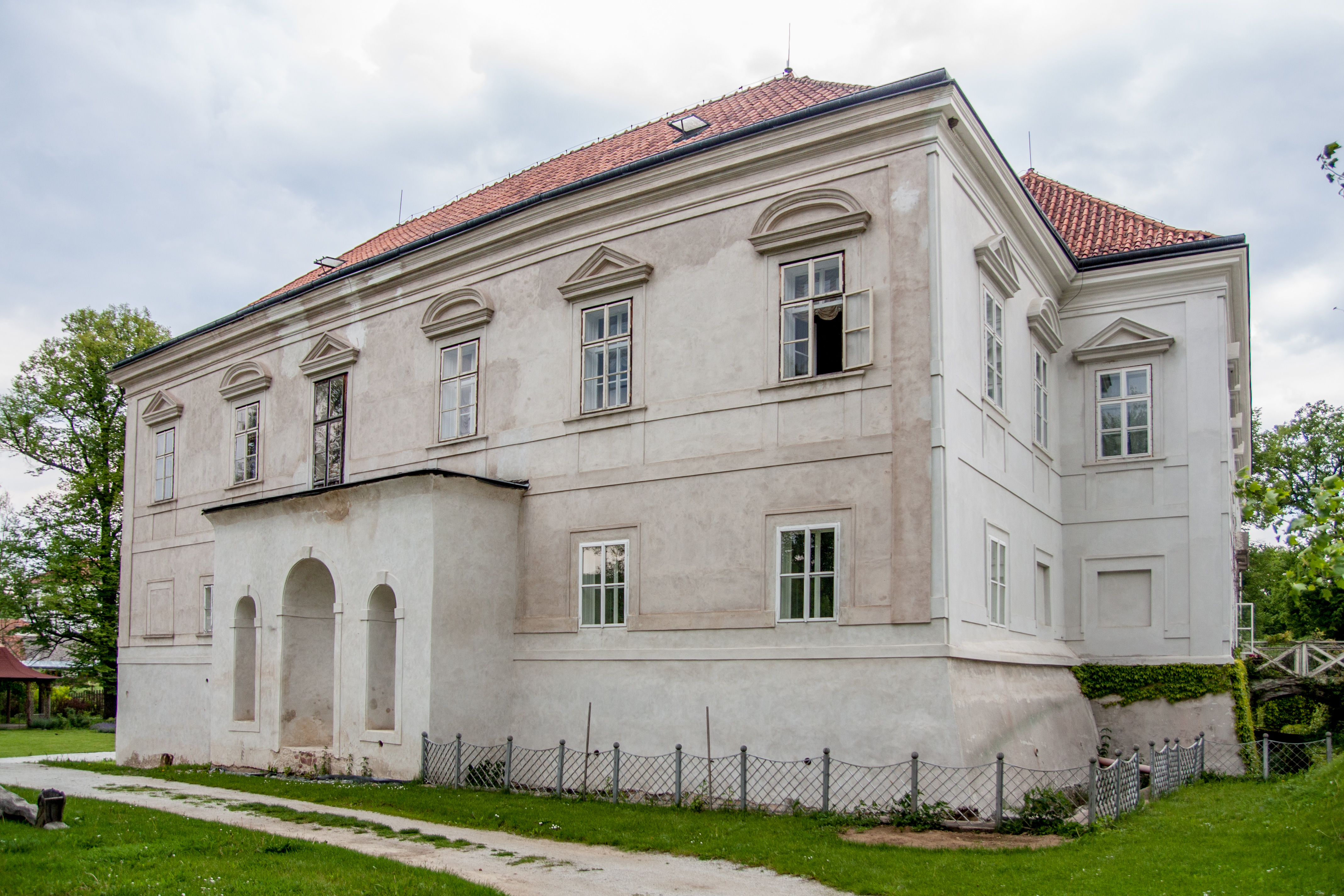
Pohled z východu
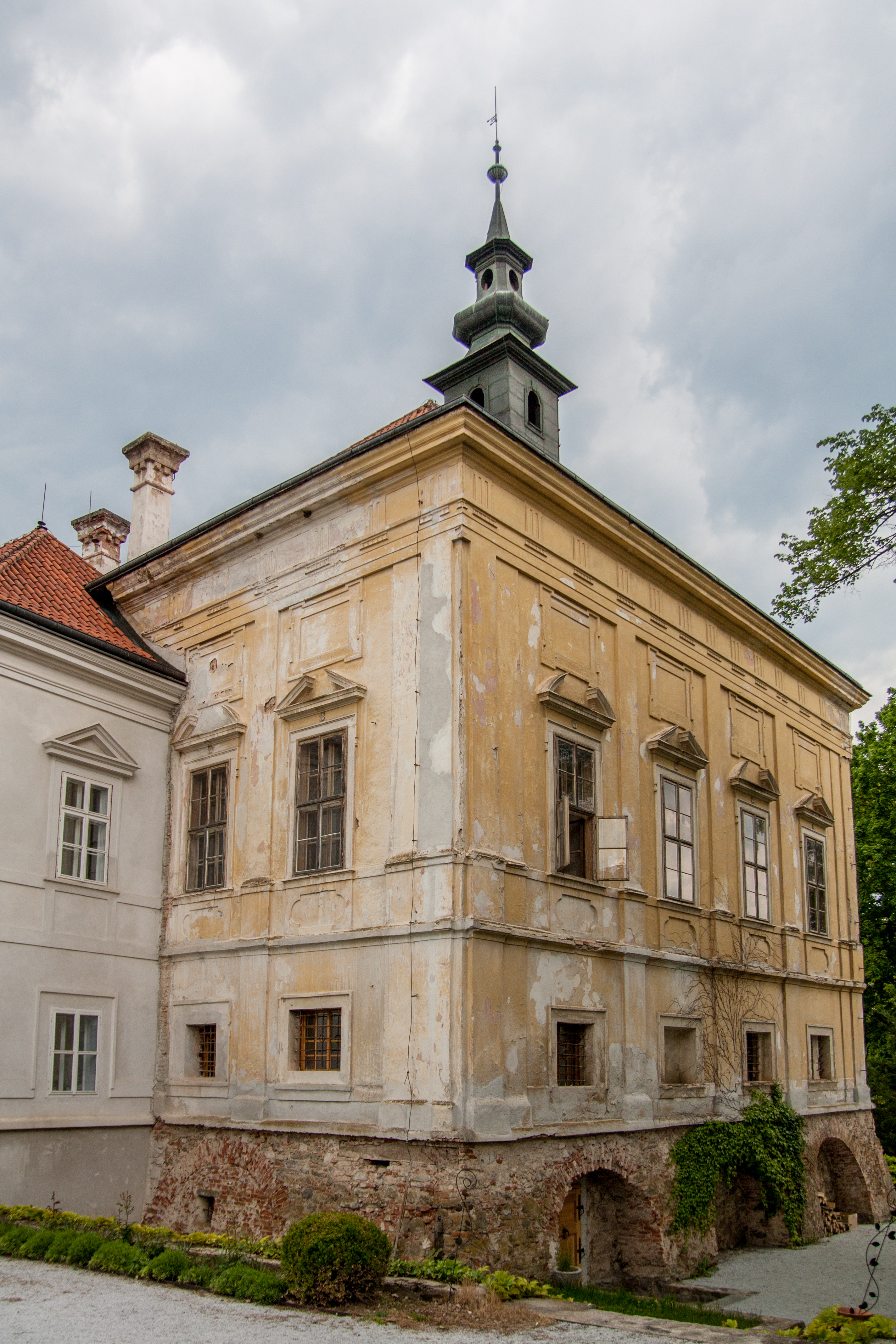
Pohled ze západu
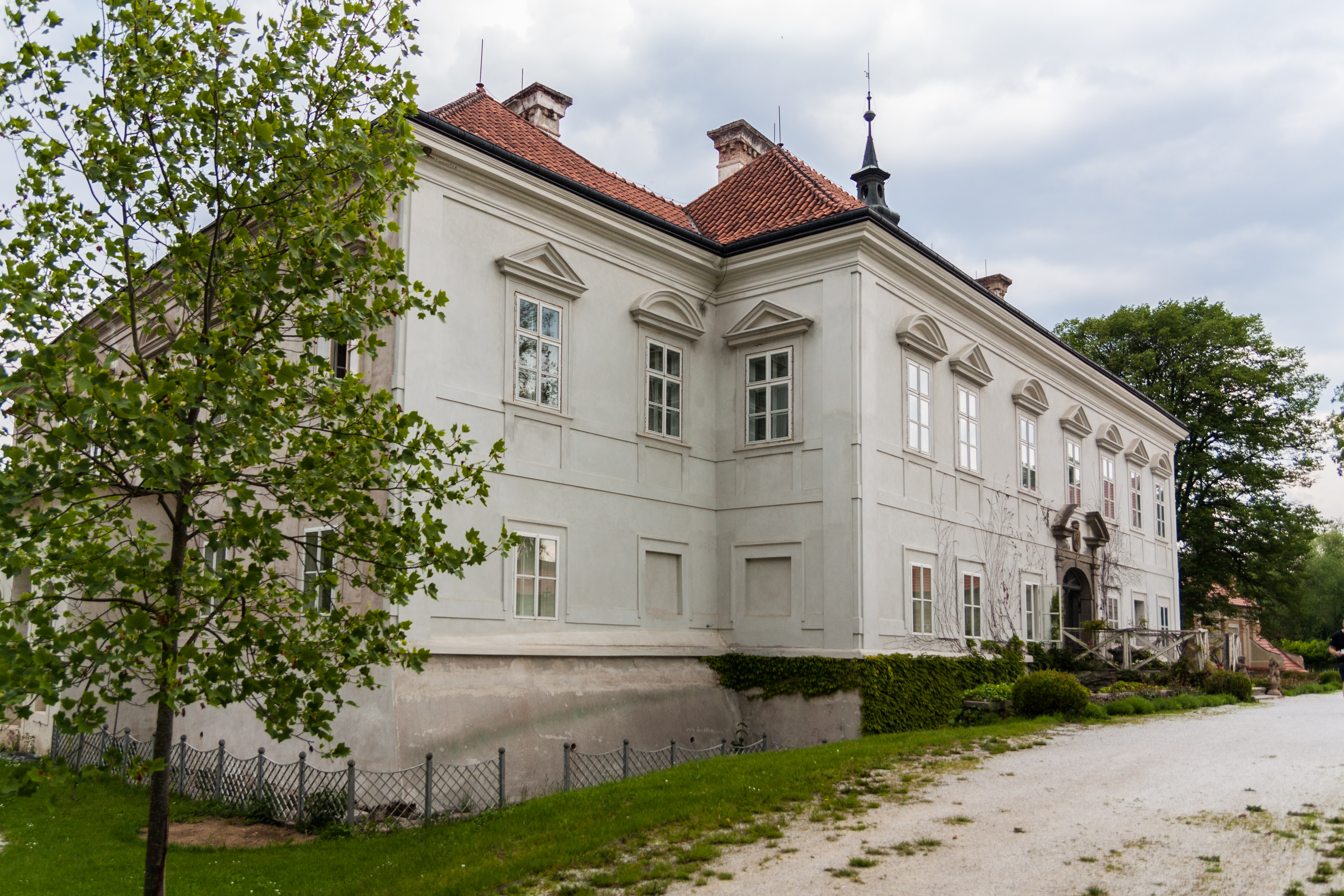
Vstupní průčelí
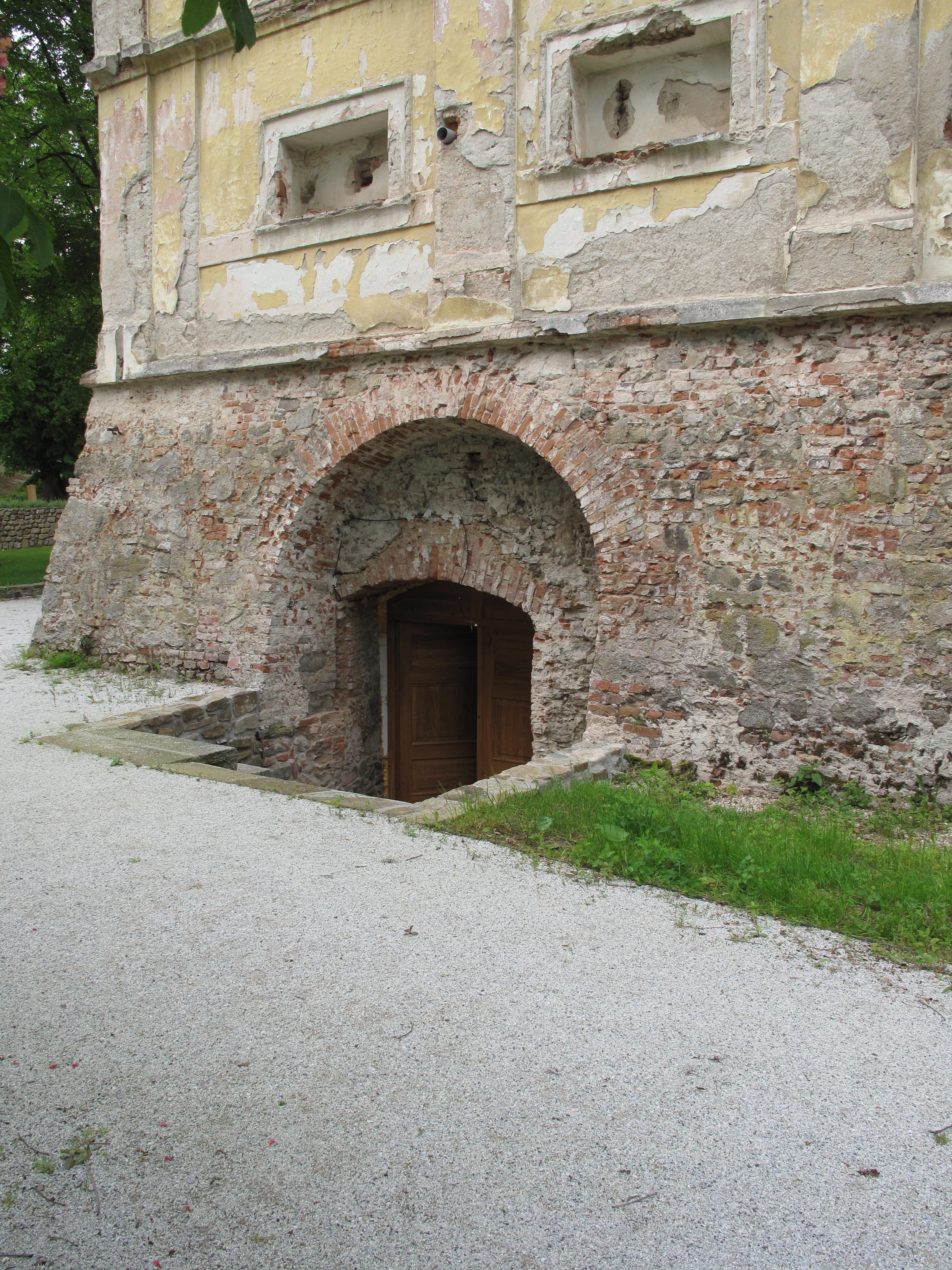
Zadní vstup